# Siobhán Donaghy
Siobhán Emma Donaghy (Londen, 14 juni 1984) is een Brits-Ierse zangeres en lid van de Sugababes.

## Sugababes
In 2001 brachten de Sugababes, die destijds naast Donaghy uit Mutya Buena en Keisha Buchanan bestond, hun eerste single uit: Overload. Daarna volgde het debuutalbum One Touch en de singles New Year, Run For Cover en Soul Sound. De eerste en de derde single werden, net als het album, ook in Nederland uitgebracht. Nadat ze in september 2001 uit de groep was gestapt, begon ze een solocarrière. In oktober 2019 keerde Donaghy terug naar de groep samen met de twee originele leden.

## Solocarrière
Nadat Donaghy de Sugababes in 2001 had verlaten, kreeg ze een contract bij London Records, hetzelfde label dat ook de Sugababes in hun beginperiode onderdak bood. Haar eerste single Overrated kwam in juni 2003 uit en werd ook in Nederland uitgebracht. In Engeland reikte het nummer naar nummer 19 in de hitlijsten; in Nederland flopte het. Een tweede single Twist of Fate kwam in Engeland niet hoger dan nummer 52. Twee weken na de release van Twist of Fate kwam het debuutalbum van Donaghy, Revolution in Me, uit. Hoewel het zeer goede kritieken kreeg, kwam het album zeer teleurstellend niet hoger dan nummer 117 in de Engelse hitlijsten. Door tegenvallend succes dropte de platenmaatschappij Donaghy.
In 2005 tekende ze een nieuw contract bij Parlophone Records voor vijf albums. Haar recentste en tweede album Ghosts had iets meer succes en reikte nummer 92 in Engeland en nummer 140 in Ierland. Dit tegenvallende succes kwam deels omdat het album al maanden voor de release was uitgelekt. De eerste single Don't Give It Up behaalde nummer 45 van de hitlijsten in Engeland. In juni 2007 verscheen – enkele weken voor de release van het album – de single So You Say, die op nummer 26 in Engeland stond.

## Discografie

### Albums
| Album met eventuele hitnotering(en) in de Nederlandse Album Top 100 | Datum van verschijnen | Datum van binnenkomst | Hoogste positie | Aantal weken | Opmerkingen |
| ------------------------------------------------------------------- | --------------------- | --------------------- | --------------- | ------------ | ----------- |
| Revolution in me                                                    | 29-09-2003            | -                     |                 |              |             |
| Ghosts                                                              | 25-06-2007            | -                     |                 |              |             |

### Singles
| Single met eventuele hitnotering(en) in de Nederlandse Top 40 | Datum van verschijnen | Datum van binnenkomst | Hoogste positie | Aantal weken | Opmerkingen              |
| ------------------------------------------------------------- | --------------------- | --------------------- | --------------- | ------------ | ------------------------ |
| Nothing but song                                              | 10-03-2003            | -                     |                 |              |                          |
| Overrated                                                     | 23-06-2003            | -                     |                 |              | #75 in de Single Top 100 |
| Twist of fate                                                 | 15-09-2003            | -                     |                 |              |                          |
| Don't give it up                                              | 16-04-2007            | -                     |                 |              |                          |
| So you say                                                    | 18-06-2007            | -                     |                 |              |                          |